# Jo Van Belle
Jo Van Belle (27 februari 1971) is een Vlaams radiopresentator en voice-over.
Hij was van januari 2004 tot december 2008 te horen als dj bij radiozender Radio Contact Vlaanderen.
Radio Contact Vlaanderen werd eind 2008 Contact + waardoor Jo Van Belle zijn job verloor.  Later werd hij aangenomen door radiostation MNM, de opvolger voor Radio Donna, waar hij tot maart 2013 de Ultratop 50 presenteerde. Hij stapte daarna over naar JOE fm. Op 18 april 2013 presenteerde hij er zijn eerste programma. Sinds de vernieuwing in het najaar van 2016 is Van Belle niet langer te horen op Joe. 
Jo Van Belle combineert het radiomaken met een job bij de brandweer van Vilvoorde.
Jo Van Belle sprak als voice-over onder andere spots in voor Donna, Q-Music, JIM, Kanaal2 en TMF.